# Зимске олимпијске игре 1972.
XI Зимске олимпијске игре су одржане 1972. године у граду Сапору у Јапану. Био је то први пут да су Зимске олимпијске игре одржане у Азији, односно чак и прве зимске олипијске игре одржане изван Европе или САД.
Питање односа професионалног и аматерског спорта још увек није било потпуно разрешено. Аустријском скијашу Карлу Сранцу је наступ забрањен због тога што је био плаћен за рекламирање од стране једног произвођача скијашке опреме. Истовремено су на играма наступали примера ради хокејаши из источне Европе који су махом сви се професионално бавили тим спортом у својим земљама односно за то били и плаћени. Због те су чињенице игре бојкотовали хокејаши Канаде, који свој тим нису смели уврстити професионалце из НХЛ лиге а морали су се такмичити против професионалаца из Совјетског Савеза или Чехословачке.
У такмичарском програму су се истакнули следећи појединци и тимови:
- Домаћин је своје звездане тренутке имао у такмичењу скијаша скакача, када су на малој скакаоници представници Јапана освојили све три медаље. Злато је освојио Јукио Касаја, што је уједно и прва златна медаља за Јапан на зимским олимпијским играма у историји.
- Велико изненађење је приредио алпски скијаш Фернандез Охоа из Шпаније који је супериорно освојио злато у слалому испред фаворизираних Аустријанаца, Швајцараца, Италијана и других представника јаких скијашких нација.
- Скијашким трчањем је код жена доминирала Галина Кулакова из Совјетског Савеза, која је победила у све три дицсиплине: 5 и 20 km појединачно, у штафети 4 x 7,5 km.
- У брзом клизању се исказао Холанђанин Адријанус Шенк, који је злата освојио у тркама на 1500, 5000 и 10000 m, поставивши при томе и два олимпијска рекорда. Холанђани су толико били одушевљени Шенковим наступом да су након игара по њему назвали један цвет.

## Заступљени спортови
- Алпско скијање
- Биатлон
- Боб
- Брзо клизање
- Хокеј на леду

- Санкање
- Скијашко трчање
- Нордијска комбинација
- Скијашки скокови
- Уметничко клизање

## Земље учеснице
| - Аргентина - Аустралија - Аустрија - Белгија - Бугарска - Грчка - Западна Немачка | - Иран - Источна Немачка - Италија - Јапан - Јужна Кореја - Југославија - Канада | - Република Кина - Либан - Лихтенштајн - Мађарска - Монголија - Нови Зеланд - Норвешка | - Пољска - Румунија - Сједињене Државе - Северна Кореја - Совјетски Савез - Уједињено Краљевство - Филипини | - Финска - Француска - Холандија - Чехословачка - Швајцарска - Шведска - Шпанија |

## Списак поделе медаља
(Медаље домаћина посебно истакнуте)
| Зимске олимпијске игре Сапоро 1972. | Зимске олимпијске игре Сапоро 1972. | Зимске олимпијске игре Сапоро 1972. | Зимске олимпијске игре Сапоро 1972. | Зимске олимпијске игре Сапоро 1972. | Зимске олимпијске игре Сапоро 1972. |
| ----------------------------------- | ----------------------------------- | ----------------------------------- | ----------------------------------- | ----------------------------------- | ----------------------------------- |
| Пласман                             | Држава                              | Злато                               | Сребро                              | Бронза                              | Укупно                              |
| 1                                   | СССР                                | 8                                   | 5                                   | 3                                   | 16                                  |
| 2                                   | Источна Немачка                     | 4                                   | 3                                   | 7                                   | 14                                  |
| 3                                   | Швајцарска                          | 4                                   | 3                                   | 3                                   | 10                                  |
| 4                                   | Холандија                           | 4                                   | 3                                   | 2                                   | 9                                   |
| 5                                   | Сједињене Државе                    | 3                                   | 2                                   | 3                                   | 8                                   |
| 6                                   | Западна Немачка                     | 3                                   | 1                                   | 1                                   | 5                                   |
| 7                                   | Норвешка                            | 2                                   | 5                                   | 5                                   | 12                                  |
| 8                                   | Италија                             | 2                                   | 2                                   | 1                                   | 5                                   |
| 9                                   | Аустрија                            | 1                                   | 2                                   | 2                                   | 5                                   |
| 10                                  | Шведска                             | 1                                   | 1                                   | 2                                   | 4                                   |
| 11                                  | Јапан                               | 1                                   | 1                                   | 1                                   | 3                                   |
| 12                                  | Чехословачка                        | 1                                   | 0                                   | 2                                   | 3                                   |
| 13                                  | Пољска                              | 1                                   | 0                                   | 0                                   | 1                                   |
| 13                                  | Шпанија                             | 1                                   | 0                                   | 0                                   | 1                                   |
| 15                                  | Финска                              | 0                                   | 4                                   | 1                                   | 5                                   |
| 16                                  | Француска                           | 0                                   | 1                                   | 2                                   | 3                                   |
| 17                                  | Канада                              | 0                                   | 1                                   | 0                                   | 1                                   |
| Укупно                              | Укупно                              | 36                                  | 34                                  | 35                                  | 105                                 |